# لوثر براندون
لوثر براندون (بالإنجليزية: Luther Brandon)‏ هو عازف قيثارة أمريكي، ولد في 1925، وتوفي في 2012.